# My Life (álbum de Mary J. Blige)
My Life' es el segundo álbum de estudio de la cantante de R&b Mary J. Blige, publicado el 29 de noviembre de 1994, por las compañías discográficas Uptown Records y MCA Records. La mayoría de las canciones, tratan sobre la depresión clínica que padeció la cantante mientras grababa el álbum, además de su lucha contra su adicción a las drogas y el alcohol. Al igual que su álbum anterior What's The 411?, My Life fue producido en su mayoría por Sean Combs, quien confirió un estilo hip hop soul a las composiciones.
Tras su publicación, recibió comentarios favorables de parte de los críticos de música, quienes además de encomiarlo, lo han considerado uno de los mejores álbumes de todos los tiempos. Al respecto, la revista Blender lo posicionó en el número 57 en su listado de los 100 mejores álbumes americanos de todos los tiempos; mientras que la revista musical Rolling Stone lo clasificó en el número 279 en su listado de los 500 álbumes más grandiosos de todos los tiempos.
De forma paralela, My Life tuvo notable éxito comercial, particularmente en Estados Unidos, donde recibió triple certificación de platino de parte de la RIAA, al vender más de tres millones de unidades en el país.

## Lista de canciones
| N.º | Título                             | Productor(s)                                        | Duración |  |
| 1.  | «Intro»                            | Chucky Thompson, Sean "Puffy" Combs                 | 1:04     |  |
| 2.  | «Mary Jane (All Night Long)»       | Chucky Thompson, Sean "Puffy" Combs                 | 4:39     |  |
| 3.  | «You Bring Me Joy»                 | Chucky Thompson, Sean "Puffy" Combs                 | 4:13     |  |
| 4.  | «Marvin Interlude»                 | Chucky Thompson, Sean "Puffy" Combs                 | 0:36     |  |
| 5.  | «I'm The Only Woman»               | Chucky Thompson, Sean "Puffy" Combs                 | 4:30     |  |
| 6.  | «K. Murray Interlude»              | Nashiem Myrick, Chucky Thompson                     | 0:22     |  |
| 7.  | «My Life»                          | Chucky Thompson, Sean "Puffy" Combs                 | 4:17     |  |
| 8.  | «You Gotta Believe»                | Herb Middleton, Chucky Thompson, Sean "Puffy" Combs | 5:02     |  |
| 9.  | «I Never Wanna Live Without You»   | Herb Middleton, Chucky Thompson, Sean "Puffy" Combs | 6:17     |  |
| 10. | «I'm Going Down (Rose Royce song)» | Chucky Thompson, Sean "Puffy" Combs                 | 3:42     |  |
| 11. | «My Life Interlude»                | Chucky Thompson, Sean "Puffy" Combs                 | 1:15     |  |
| 12. | «Be With You»                      | Chucky Thompson, Sean "Puffy" Combs                 | 4:26     |  |
| 13. | «Mary's Joint»                     | Chucky Thompson, Sean "Puffy" Combs                 | 5:02     |  |
| 14. | «Don't Go»                         | Chucky Thompson, Sean "Puffy" Combs                 | 4:59     |  |
| 15. | «I Love You»                       | Chucky Thompson, Sean "Puffy" Combs                 | 4:31     |  |
| 16. | «No One Else»                      | Mr. Dalvin                                          | 4:14     |  |
| 17. | «Be Happy»                         | Sean "Puffy" Combs, Poke                            | 5:49     |  |

| International bonus track |                                           |                    |          |  |
| N.º                       | Título                                    | Producer           | Duración |  |
| 18.                       | «(You Make Me Feel Like) A Natural Woman» | Sean "Puffy" Combs | 2:56     |  |